# Antynomia klas samozwrotnych
Antynomia klas samozwrotnych
Niech A oznacza zbiór takich wypowiedzi, które nie mogą orzekać o samych sobie. Czy wypowiedź:
P = "Zdanie P należy do zbioru A"
należy do zbioru A? Inaczej: czy zdanie P nie może mówić o samym sobie?
Jeśli tak, to zdanie P orzeka, że należy do zbioru A, czyli orzeka coś o samym sobie, czego nie może czynić należąc do zbioru A.
Jeśli nie, zdanie to powinno należeć do zbioru A, ale wówczas nie może przecież orzekać o samym sobie, więc do zbioru A nie należy.
Jak widać, założenie że zdanie będące antynomią jest prawdziwe prowadzi do paradoksu i jednocześnie założenie przeciwne także.
Znaczenie antynomii klas samozwrotnych wiąże się z tym, że pojęcia użyte do jej sformułowania mają podstawowe znaczenie dla tworzenia teorii aksjomatycznych. Mianowicie budując teorię aksjomatyczną zwykle chcemy orzekać coś nie tylko o własnościach obiektów teorii, lecz także o własnościach własności. Jednak orzekanie takie prowadzi właśnie do antynomii klas samozwrotnych. 
Odkrywcą antynomii klas samozwrotnych był Bertrand Russell, który tworząc teorię typów wskazał także sposób takiego formułowania teorii aksjomatycznej aby unikać pojawiania się antynomii tego rodzaju.